# Nombre de Richardson
Le nombre de Richardson (Ri) est un nombre sans dimension utilisé notamment en thermodynamique qui a été développé par Lewis Fry Richardson, physicien et mathématicien anglais. Il s'agit du rapport entre l'énergie potentielle gravitationnelle d'une parcelle de fluide et son énergie cinétique :
{\displaystyle \mathrm {Ri} ={\frac {\text{Énergie potentielle}}{\text{Énergie cinétique}}}}

## Calcul
Le nombre de Richardson s'explicite de plusieurs manières :
{\displaystyle \mathrm {Ri} ={\frac {g\,\beta \,\Delta T\,L_{c}}{v^{2}}}}
ou
{\displaystyle \mathrm {Ri} ={\frac {\mathrm {Gr} }{\mathrm {Re} ^{2}}}\propto {\frac {1}{\mathrm {Fr} ^{2}}}}
avec :
- {\displaystyle g} - accélération de la pesanteur [m s−2]
- {\displaystyle \beta } - coefficient d'expansion thermique [K−1]
- {\displaystyle L_{c}} - longueur caractéristique [m]
- {\displaystyle \Delta T} - Différence de température entre la température de la paroi chaude {\displaystyle T_{c}} et la température de référence {\displaystyle T_{r}} [K]
- {\displaystyle v} - vitesse du fluide [m/s]
- {\displaystyle \mathrm {Gr} } - nombre de Grashof
- {\displaystyle \mathrm {Re} } - nombre de Reynolds
- {\displaystyle \mathrm {Fr} } - Nombre de Froude

pour mémoire :
{\displaystyle \propto } signifie « proportionnel à »

## Interprétations

### Mécanique des fluides gazeux
Pour caractériser un milieu gazeux naturel turbulent, l’utilisation du nombre de Reynolds n’est pas satisfaisante, car il est impossible de considérer la densité du fluide comme constante.
Le nombre de Richardson est alors plus adapté pour ce type de milieu. Les valeurs de ce nombre s'y étagent entre 0,1 et 10. En dessous de 1 le fluide est turbulent.

### Mécanique des liquides
En océanographie, le nombre de Richardson a une forme plus générale qui tient compte de la stratification. C'est une mesure de l'importance relative des effects mécaniques et de densité dans la colonne d'eau, tels que décrits par l'équation de Taylor-Goldstein, qui est utilisée pour modéliser l'instabilité de Kelvin-Helmholtz laquelle est engendrée par l'écoulement de cisaillement (en).
{\displaystyle \mathrm {Ri} ={\frac {N^{2}}{\left({\frac {\mathrm {d} u}{\mathrm {d} z}}\right)^{2}}}}
où N est la fréquence de Brunt-Väisälä.